# Las extensiones interiores del espacio exterior
Las extensiones interiores del espacio exterior. La metáfora como mito y como religión (en inglés The Inner Reaches of Outer Space: Myth as Metaphor and as Religion) es una obra de 1986 del mitólogo, escritor y profesor estadounidense Joseph Campbell incluida en su Obra completa. Representa su último trabajo antes de su fallecimiento en 1987.

## Sinopsis
En esta obra, Campbell realiza una síntesis esclarecedora sobre la manera en que deben ser entendidos los mitos. Interpreta la mitología como una función biológica que procede de la misma fuente psicofisiológica de la que brotan los sueños. Y así como las imágenes oníricas son una metáfora de la psique del soñador, la mitología es la expresión simbólica de la sociedad y la cultura a la que el soñador pertenece.
Incluye tres capítulos:
1. Apunta que los descubrimientos del siglo XX sobre las leyes del espacio exterior también se encuentran en nuestro interior, o, como dijo Kant, en la mente. Y se pregunta, a raíz de todo nuestro nuevo conocimiento del cosmos, cómo afecta la infinitud de las nuevas dimensiones cósmicas a nuestra mitología, basada en otro universo que no corresponde al real.
2. Explica cuál es la manera de comprender adecuadamente los mitos. Para Campbell, los hechos míticos religiosos no son literales, ni históricos, ni atañen a lugares geográficos. Todo se ha de ver como símbolo, como metáfora de una realidad puramente interior. Por eso las religiones son «mitologías mal entendidas»: interpretan los símbolos interiores como hechos históricos exteriores, cuando la función de la mitología es la de «abrir la mente y el corazón a la maravilla suprema del ser».
3. Campbell se pregunta cómo será la nueva mitología que se está creando en el arte a través de sus diferentes expresiones. Pues el arte es hoy el único vehículo de expresión de los mitos. Y como el lenguaje artístico es también metafórico, en las psiques de los artistas de hoy se encuentran las semillas de las mitologías del mañana.[2][3][4]

## Edición en castellano
- Campbell, Joseph (2013). Las extensiones interiores del espacio exterior (Tercera edición). Traducción Roberto Bravo. Cartoné. 228 páginas. Colección Imaginatio vera. Vilaür: Ediciones Atalanta. ISBN 978-84-940941-2-5.

- Datos: Q7742093